# Ben Rutledge
Ben Rutledge (ur. 9 listopada 1980 w Cranbrook) – kanadyjski wioślarz, złoty medalista w wioślarskiej ósemce podczas Letnich Igrzysk Olimpijskich w Pekinie.
Ukończył studia na Uniwersytecie Kolumbii Brytyjskiej. 

## Osiągnięcia
- Mistrzostwa świata – Sewilla 2002 – ósemka – 1. miejsce[1].
- Mistrzostwa świata – Mediolan 2003 – ósemka – 1. miejsce[1].
- Igrzyska olimpijskie – Ateny 2004 – ósemka – 5. miejsce[1].
- Mistrzostwa świata – Gifu 2005 – ósemka – 7. miejsce[1].
- Mistrzostwa świata – Eton 2006 – czwórka bez sternika – 8. miejsce[1].
- Mistrzostwa świata – Monachium 2007 – ósemka – 1. miejsce[1].
- Igrzyska olimpijskie – Pekin 2008 – ósemka – 1. miejsce[1].